# Militära grader i Österrike-Ungern
Militära grader i Österrike-Ungern visar militära grader och gradbeteckningar i Österrike-Ungerns krigsmakt, die Bewaffnete Macht, som bestod av dubbelmonarkins armé, k.u.k. Armee, och flotta, k.u.k. Kriegsmarine, samt den österrikiska riksdelens armé, k.k. Landwehr, och den ungerska riksdelens armé, Magyar Királyi Honvédség (k.u. Landwehr), under första världskriget.

## Armén och lantvärnen
Gradbeteckningarna bars på uniformskragen. De militära gradernas benämningar var beroende av truppslag. A = Artilleri; Aud = Auditör; E = Reservofficersaspirant; G = Gebirgsjäger; H = Hovslagare; I = Infanteri; Ing = Ingenjörstrupper; J = Jägare; K = Kavalleri; L = Fältläkarkåren; LI = Landstormsingenjörskåren; M = Kulspruteförband; O = Officersaspirant; R = Kassatjänst; S = spel; Sj = Sjukvårdstjänst; T = Tyghantverkare; Tr = Träng. Utan bokstav = armén i allmänhet. Inom parentes anges benämningarna på ungerska.

### Manskap
- Soldat (Honvéd) 
 Infanterist I 
 Jäger J 
 Dragoner K 
 Husar K 
Ulan K 
Kanonier A 
Pionier Ing 
Sappeur Ing 
 Trainsoldat Tr 
Sanitätssoldat Sj 
 Menig

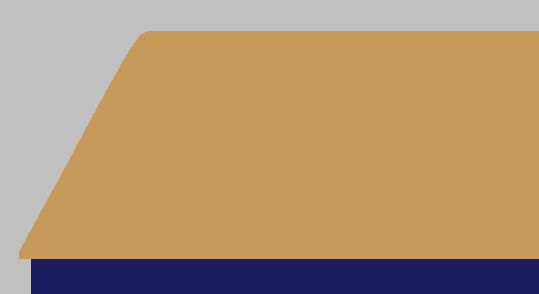
Soldat (Honvéd) Infanterist I Jäger J Dragoner K Husar K Ulan K Kanonier A Pionier Ing Sappeur Ing Trainsoldat Tr Sanitätssoldat Sj Menig
Gebirgsjäger G Menig
Gefreiter (Örvezetö) Patrouilleführer JK (Járörvezetö) Vormeister A (Fötüzer) Vicekorpral
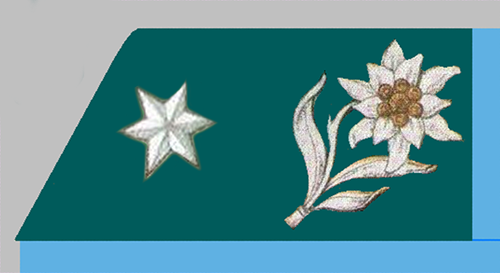
Patrouilleführer G Vicekorpral
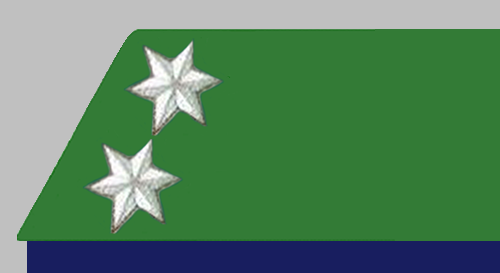
Korporal (Tizedes) Geschütz-Vormeister A Gewehr-Vormeister M Unterjäger J Bataillonstambour S Bataillonshornist SJ Waffenmeister 3. Kl. T Korpral
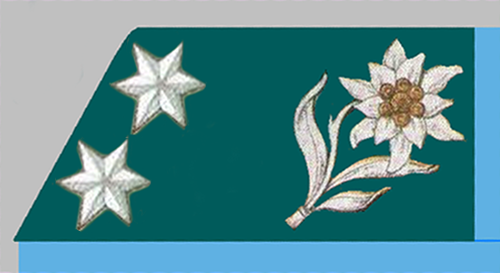
Unterjäger G Korpral
Korporal-Einjähriger Freiwilliger Korpral (studentbeväring)

- Gefreiter
(Örvezetö)
 Patrouilleführer JK (Járörvezetö)
 Vormeister A 
(Fötüzer) 
 Vicekorpral
- Patrouilleführer G 
 Vicekorpral
- Korporal
 (Tizedes) 
Geschütz-Vormeister A 
Gewehr-Vormeister M 
Unterjäger J 
Bataillonstambour S 
Bataillonshornist SJ 
Waffenmeister 3. Kl. T 
 Korpral
- Unterjäger G 
 Korpral
- Korporal-Einjähriger Freiwilliger
Korpral (studentbeväring)

### Underofficerare
- Zugsführer (Szakaszvezetö)
Stabsführer
Kurschmied H 
Rechnungs-Unteroffizier 2. Kl. R (Számvevő altiszt)
Waffenmeister 2. Kl. T 
 Sergeant

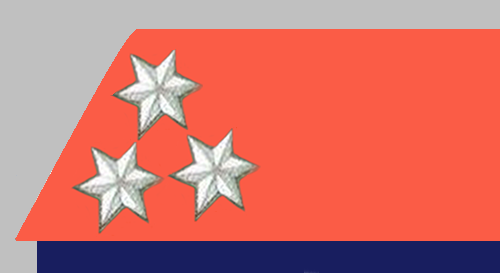
Zugsführer (Szakaszvezetö) Stabsführer Kurschmied H Rechnungs-Unteroffizier 2. Kl. R (Számvevő altiszt) Waffenmeister 2. Kl. T Sergeant
Zugsführer G Sergeant
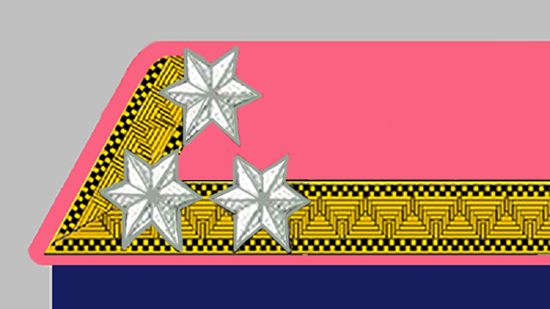
Feldwebel (Örmester) Wachtmeister K Feuerwerker A (Tüzmester) Oberjäger J Rechnungs-Unteroffizier 1. Kl. R Waffenmeister 1. Kl. T Regimentstambour S (Ezreddobos) Regimentshornist SJ(Ezred-kürtös) Regimentstrompeter (Ezred-trombitas)SK Einjährig-Freiwilliger-Feldwebel E Fanjunkare
Oberjäger G Fanjunkare
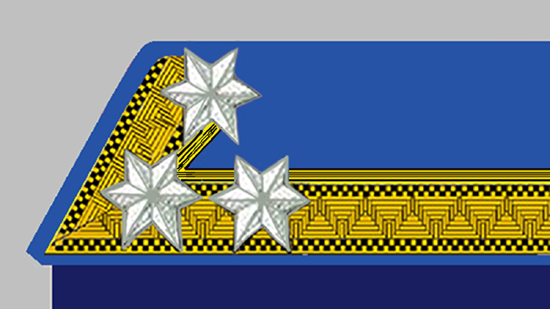
Kadett O (Hadaprod) Kadett
Kadett OG (Hadaprod) Kadett
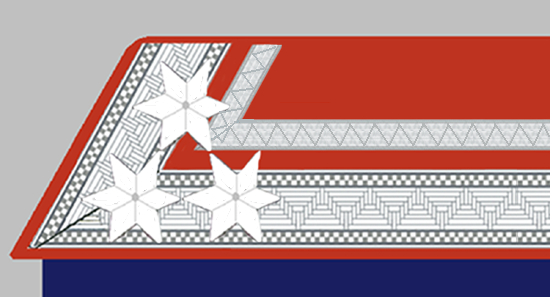
Stabsfeldwebel (Törzsörmester) Stabswachtmeister K Stabsfeuerwerker A Stabsoberjäger J Förvaltare
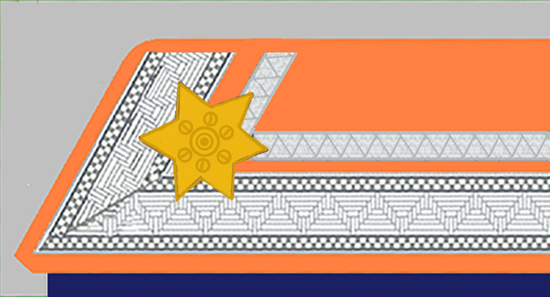
Offiziersstellvertreter (Tiszthelyettes) Förvaltare
Offiziersstellvertreter (Tiszthelyettes) G Förvaltare

- Feldwebel
 (Örmester)
Wachtmeister K 
Feuerwerker A (Tüzmester)
Oberjäger J 
Rechnungs-Unteroffizier 1. Kl. R 
Waffenmeister 1. Kl. T 
Regimentstambour S (Ezreddobos)
Regimentshornist SJ(Ezred-kürtös)
Regimentstrompeter (Ezred-trombitas)SK 
Einjährig-Freiwilliger-Feldwebel E 
 Fanjunkare
- Oberjäger G 
 Fanjunkare
- Kadett O 
(Hadaprod) 
 Kadett
- Kadett OG 
(Hadaprod) 
 Kadett
- Stabsfeldwebel (Törzsörmester)
Stabswachtmeister K
Stabsfeuerwerker A
Stabsoberjäger J 
 Förvaltare
- Offiziersstellvertreter
(Tiszthelyettes) 
 Förvaltare
- Offiziersstellvertreter
(Tiszthelyettes) G 
 Förvaltare

### Officerare

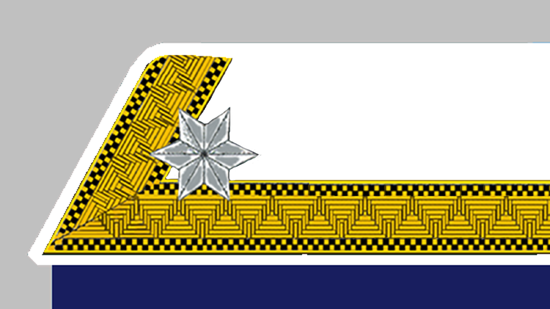
Fähnrich (Zázlós) Fänrik
Fähnrich G Fänrik
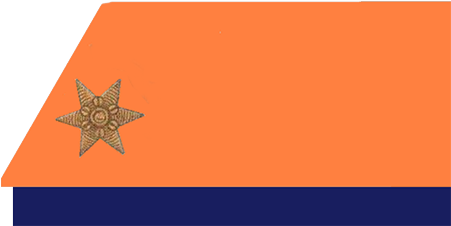
Leutnant (Hadnagy) Assistenzarzt L Leutnant-Rechnungsführer R Landsturmleutnantingenieur LI Underlöjtnant
Oberleutnant G Löjtnant
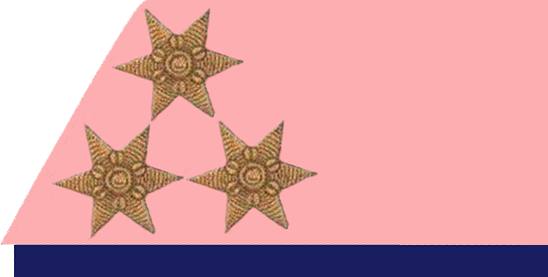
Hauptmann (Százados) Rittmeister K Regimentsarzt L Hauptmann-Auditor Aud Hauptmann- Rechnungsführer R Landsturmhauptmanningenieur LI Kapten
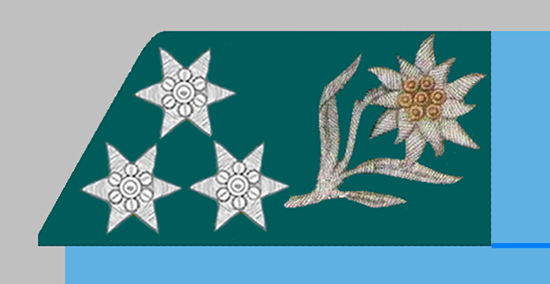
Hauptmann G Kapten
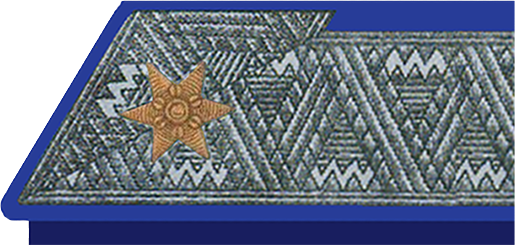
Major (Örnagy) Stabsarzt L Major-Auditor Aud Major
Major G Landsturmmajoringenieur LI Major
Oberstleutnant (Alezredes) Oberstabsarzt 2. Kl. L Oberstleutnant-Auditor Aud Landsturmoberstleutnantingenieur LI Överstelöjtnant
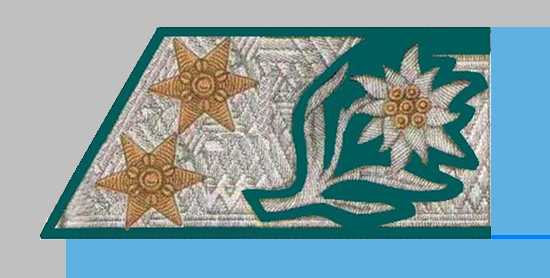
Oberstleutnant G Överstelöjtnant
Oberst (Ezredes) Oberstabsarzt 1. Kl. L Oberst-Auditor Aud Landsturmoberstingenieur LI Överste
Oberst G Överste
Generalmajor (Vezérörnagy) General-Stabsarzt L General-Auditor Aud Landsturmgeneralingenieur LI Generalmajor
Feldmarschal leutnant (Altábornagy) General-Oberstabsarzt L General-Chefauditor Aud Generallöjtnant
General der Infanterie (Gyalosági Tábornok) General der Kavallerie (Lovassági Tábornok) Feldzeugmeister (Táborszernagy) General
Generaloberst (Vezérezredes) Generalöverste införd 1915
Feldmarschall (Tábornagy) Fältmarskalk

- Leutnant
(Hadnagy)
Assistenzarzt L 
Leutnant-Rechnungsführer R 
 Landsturmleutnantingenieur LI Underlöjtnant
- Oberleutnant G 
 Löjtnant
- Hauptmann
(Százados)
Rittmeister K 
Regimentsarzt L 
Hauptmann-Auditor Aud 
Hauptmann-
Rechnungsführer R 
Landsturmhauptmanningenieur LI 
 Kapten
- Hauptmann G 
 Kapten
- Major
(Örnagy)
Stabsarzt L 
Major-Auditor Aud 
 Major
- Major G 
 Landsturmmajoringenieur LI 
 Major
- Oberstleutnant
(Alezredes)
Oberstabsarzt 2. Kl. L 
Oberstleutnant-Auditor Aud 
 Landsturmoberstleutnantingenieur LI 
 Överstelöjtnant
- Oberstleutnant G 
 Överstelöjtnant
- Oberst
(Ezredes)
Oberstabsarzt 1. Kl. L 
Oberst-Auditor Aud 
 Landsturmoberstingenieur LI 
 Överste
- Oberst G 
 Överste
- Generalmajor
(Vezérörnagy)
General-Stabsarzt L
General-Auditor Aud  
Landsturmgeneralingenieur LI 
 Generalmajor
- Feldmarschal
leutnant
(Altábornagy)
General-Oberstabsarzt L
General-Chefauditor Aud 
 Generallöjtnant
- General der Infanterie
(Gyalosági Tábornok)
General der Kavallerie
(Lovassági Tábornok)
Feldzeugmeister
(Táborszernagy)
General
- Generaloberst
(Vezérezredes) 
 Generalöverste
införd 1915
- Feldmarschall
(Tábornagy)
Fältmarskalk

### Truppslagstecken
Vissa befattningar, förband och truppslag bar truppslagstecken på kragen.

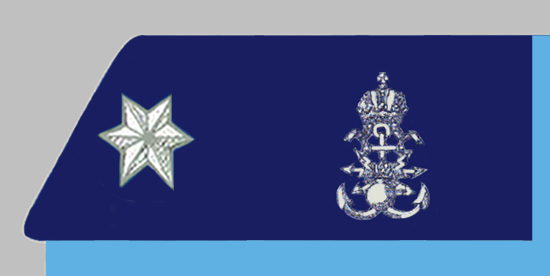
Infanteripionjärer (bars på den vanliga uniformskragen)
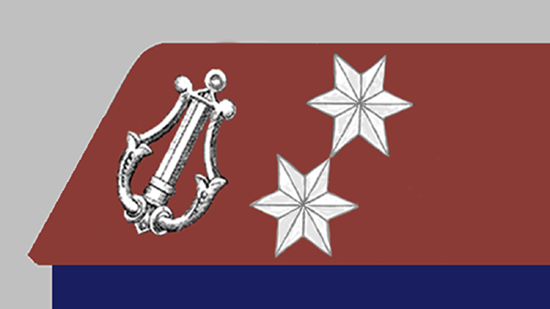
Musiker (bars på den vanliga uniformskragen)
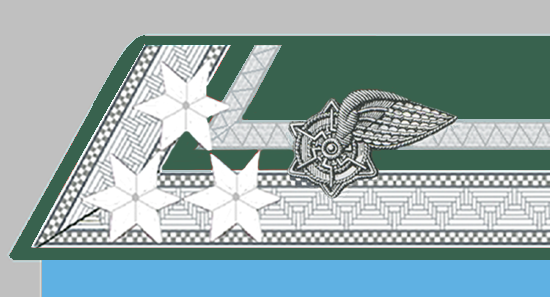
Järnvägsregementet (utom regementsofficerare)
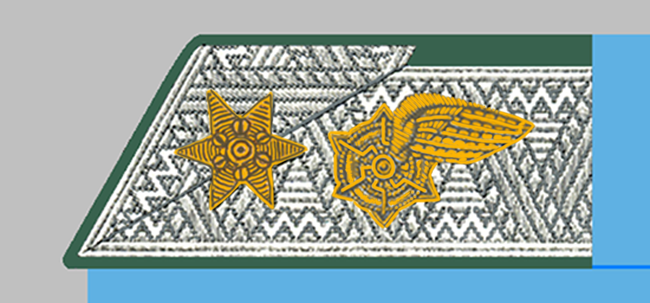
Järnvägsregementet (regementsofficerare)
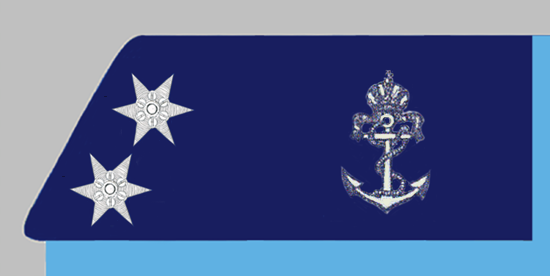
Donauflottiljen
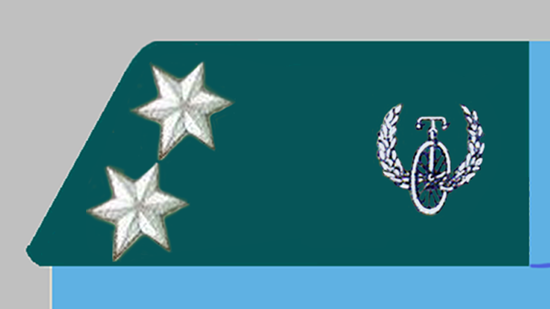
Cykeltrupper
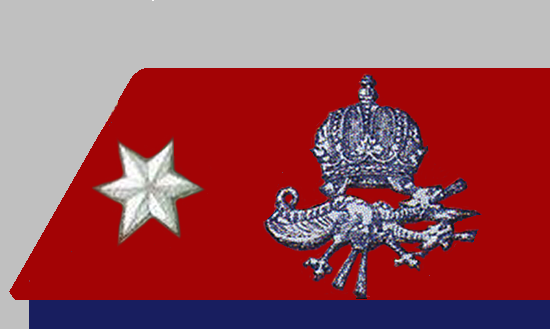
Kulsprutetrupper
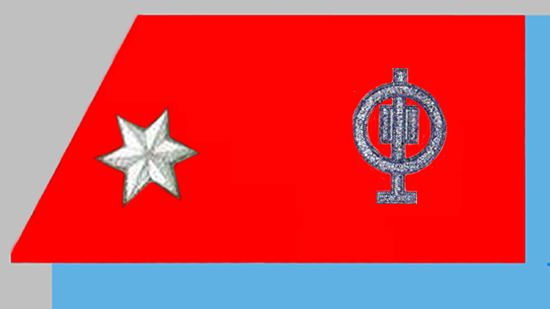
Infanterikanontrupper
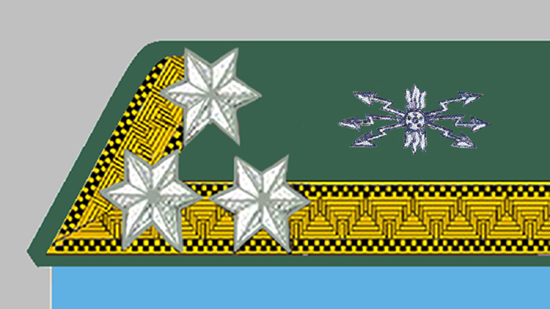
Elektricitetsstrupper
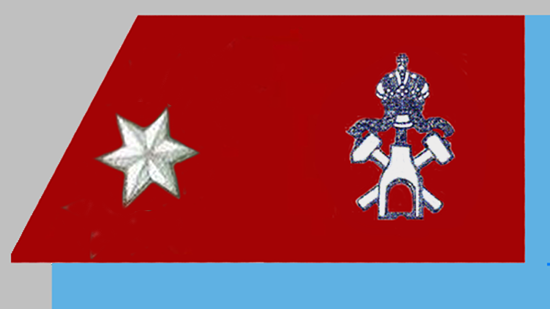
Stenborrarförband vid ingenjörstrupperna
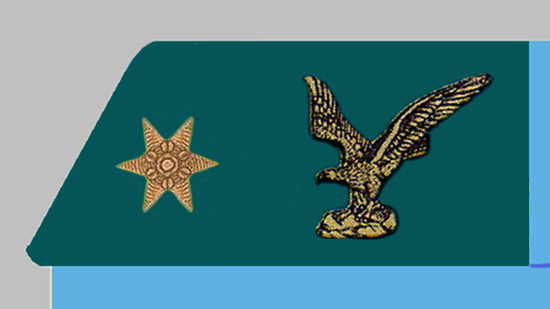
Gränsinfanteri
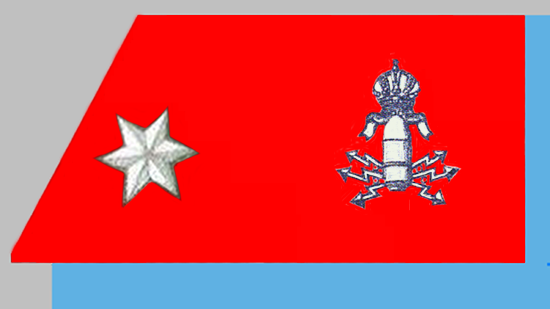
Granatkastartrupper
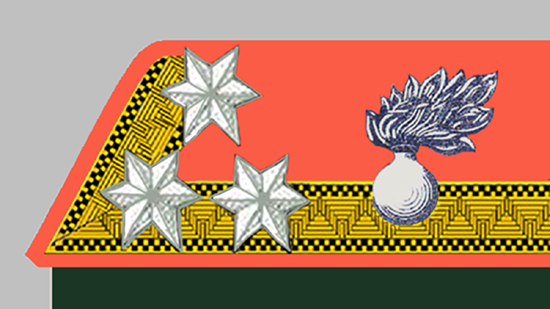
Fältgendarmeri
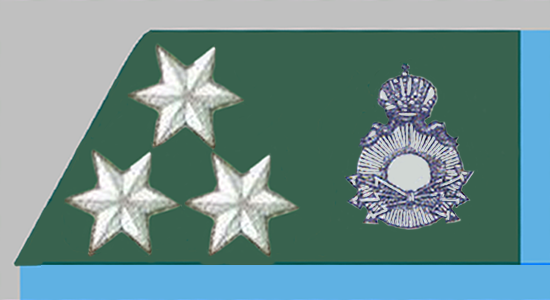
Strålkastartrupper
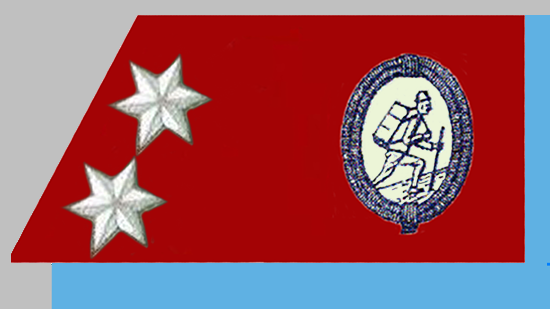
Bärartrupper
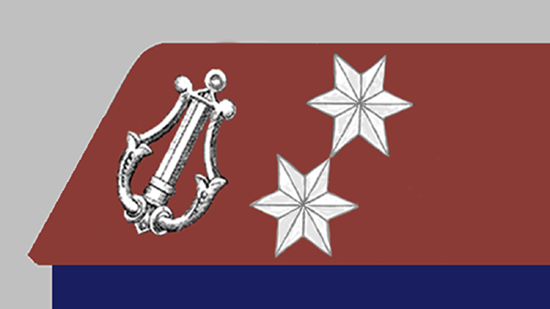
Militärmusik
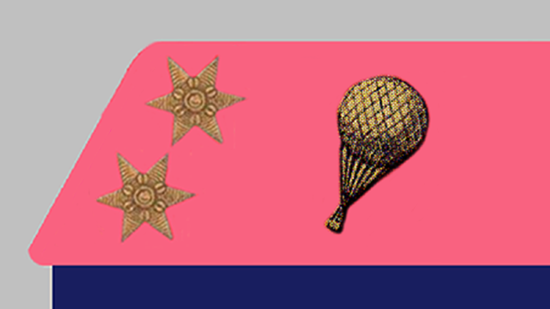
Flygtrupper
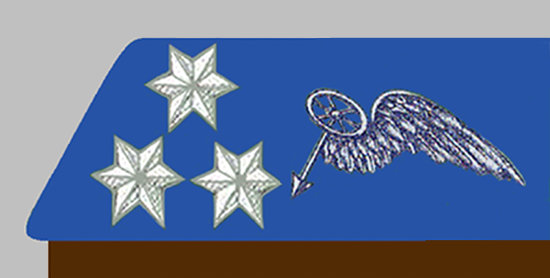
Motorfordonstrupper (underofficerare och manskap)
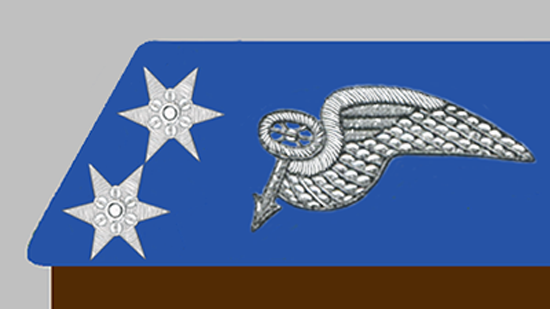
Motorfordongstrupper (officerare)
Bergstrupperna
Bergstrupperna

## Marinen
Inom parentes anges benämningarna på ungerska.

### Sjömän
Gradbeteckningarna bars på sjömanskragen. Endast gradbenämningarna för däcksavdelningen anges.

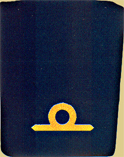
Seekadett (Tengerészhadapród) Flaggkadett
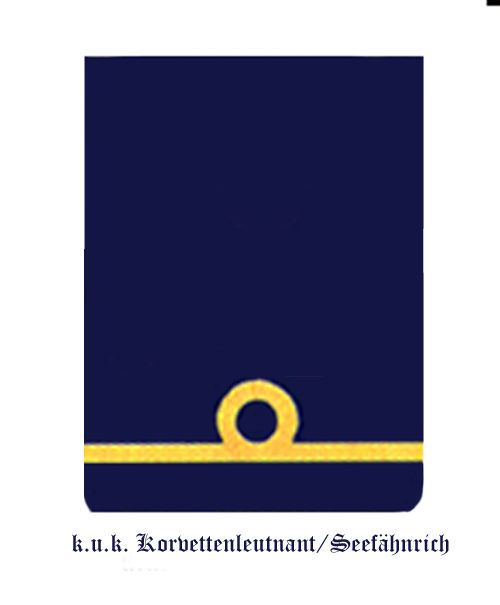
Korvettenleutnant (Korvetthadnagy) Underlöjtnant Endast reservofficerare
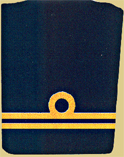
Fregattenleutnant (Fregatthadnagy) Löjtnant
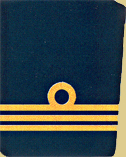
Linienschiffsleutnant (Sorhajóhadnagy) Kapten
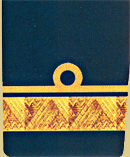
Korvettenkapitän (Korvettkapitány) Kommendörkapten av 2. graden
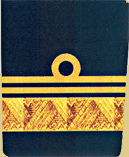
Fregattenkapitän (Fregattkapitány) Kommendörkapten av 1. graden
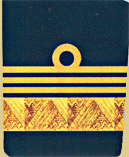
Linienschiffskapitän (Sorhajókapitány) Kommendör
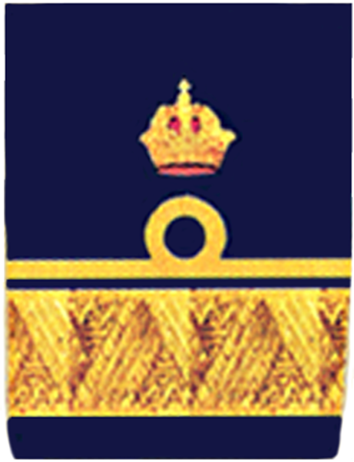
Konteradmiral (Ellentengernagy) Konteramiral
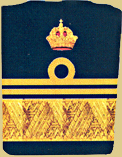
Vizeadmiral (Altengernagy) Viceamiral
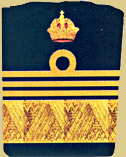
Admiral (Tengernagy) Amiral
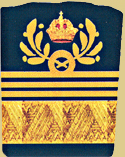
Großadmiral (Vezértengernagy) Storamiral

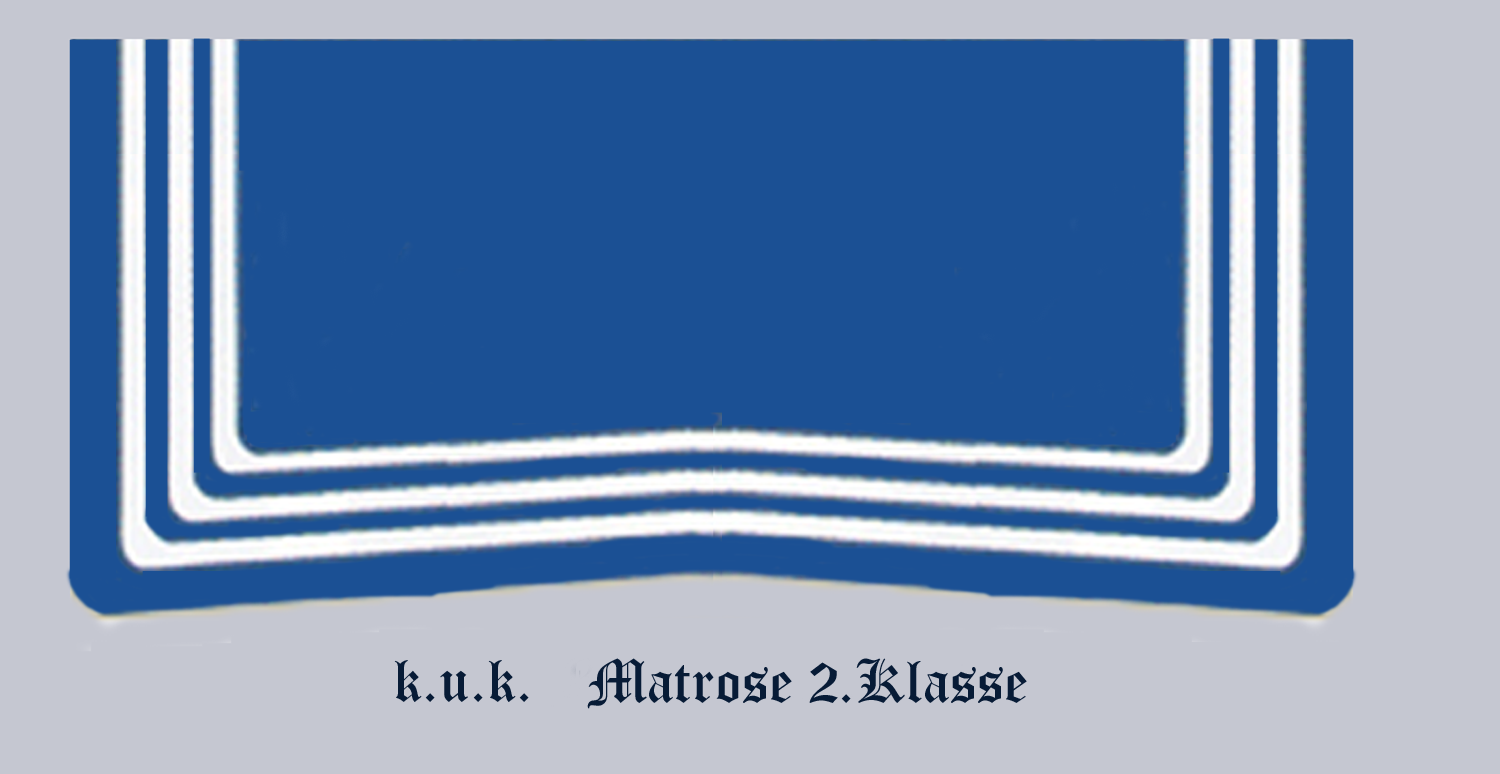
Matrose 4. Klasse (IV. Osztalya matróz) Sjöman 3. klassen
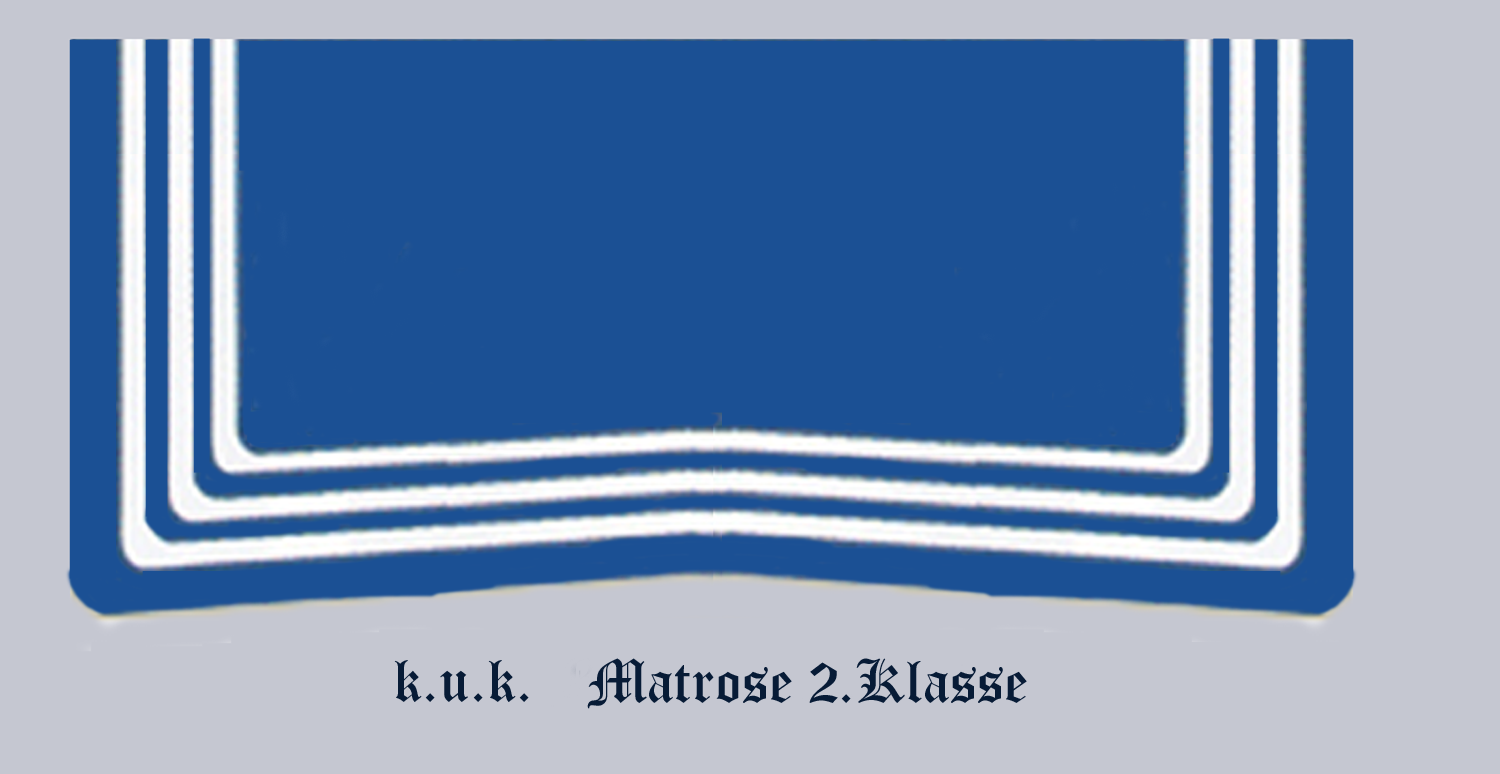
Matrose 3.Klasse (III. Osztalya matróz) Sjöman 3. klassen
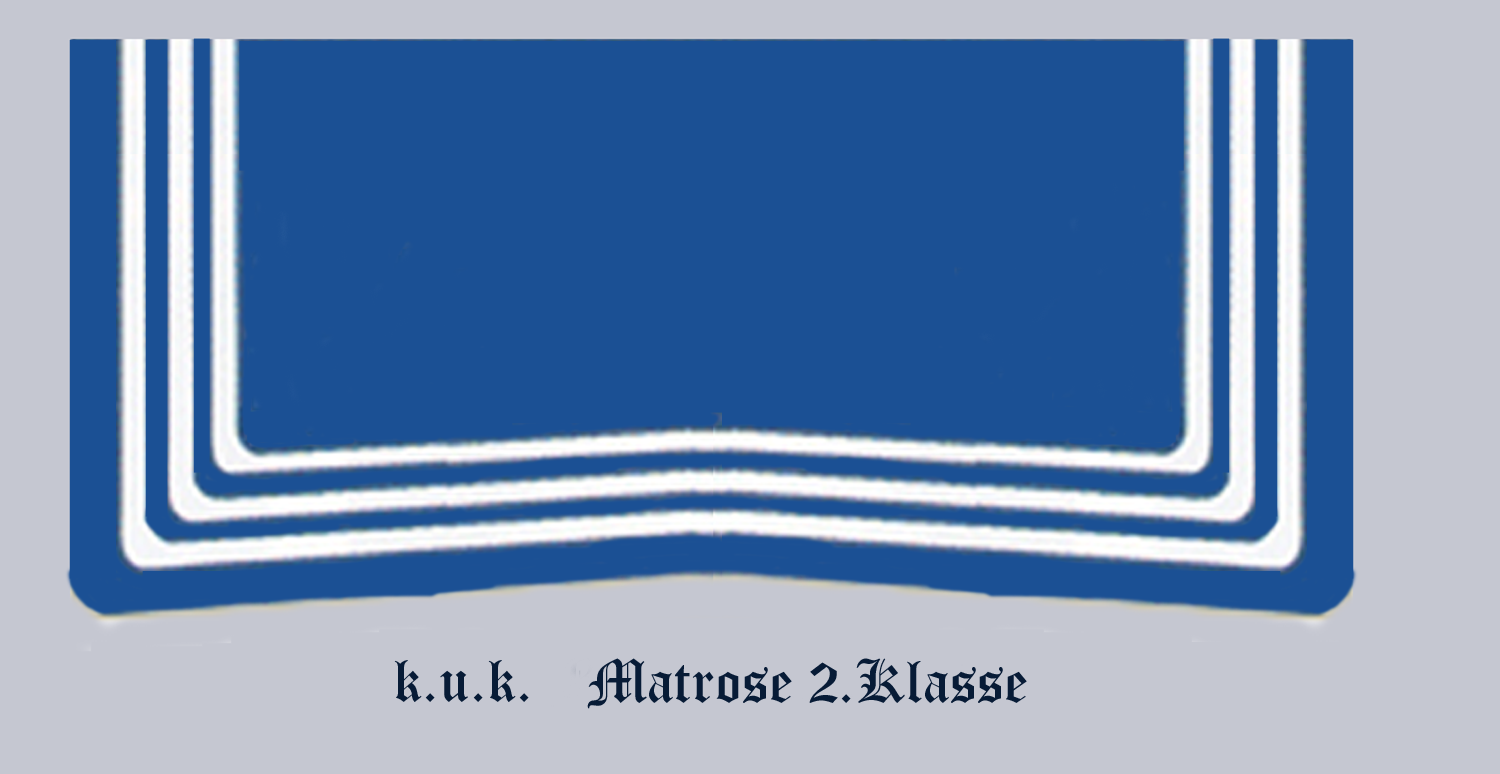
Matrose 2.Klasse (II. Osztalya matróz) Sjöman 2. klassen
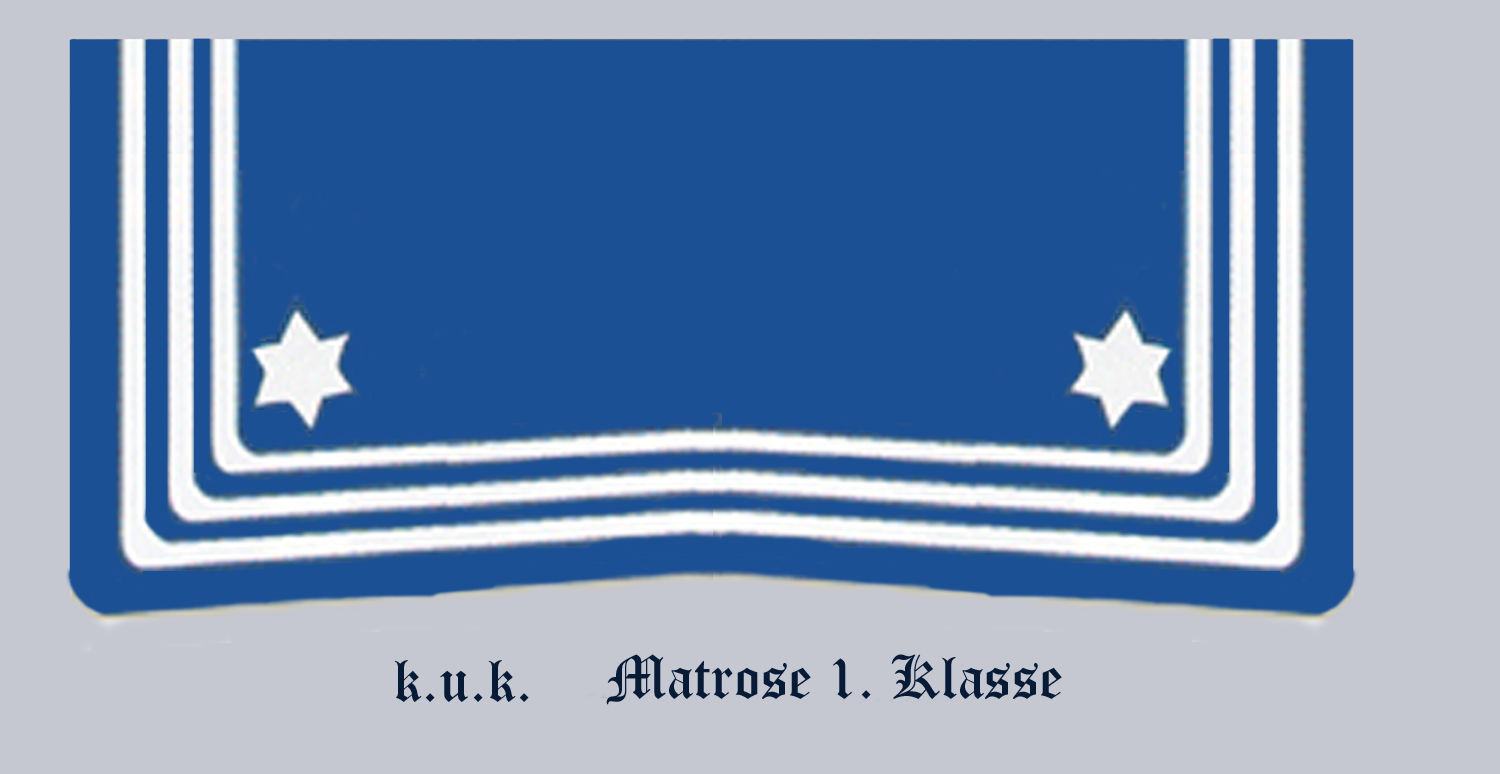
Matrose 1.Klasse (I. Osztalya matróz) Sjöman 1. klassen
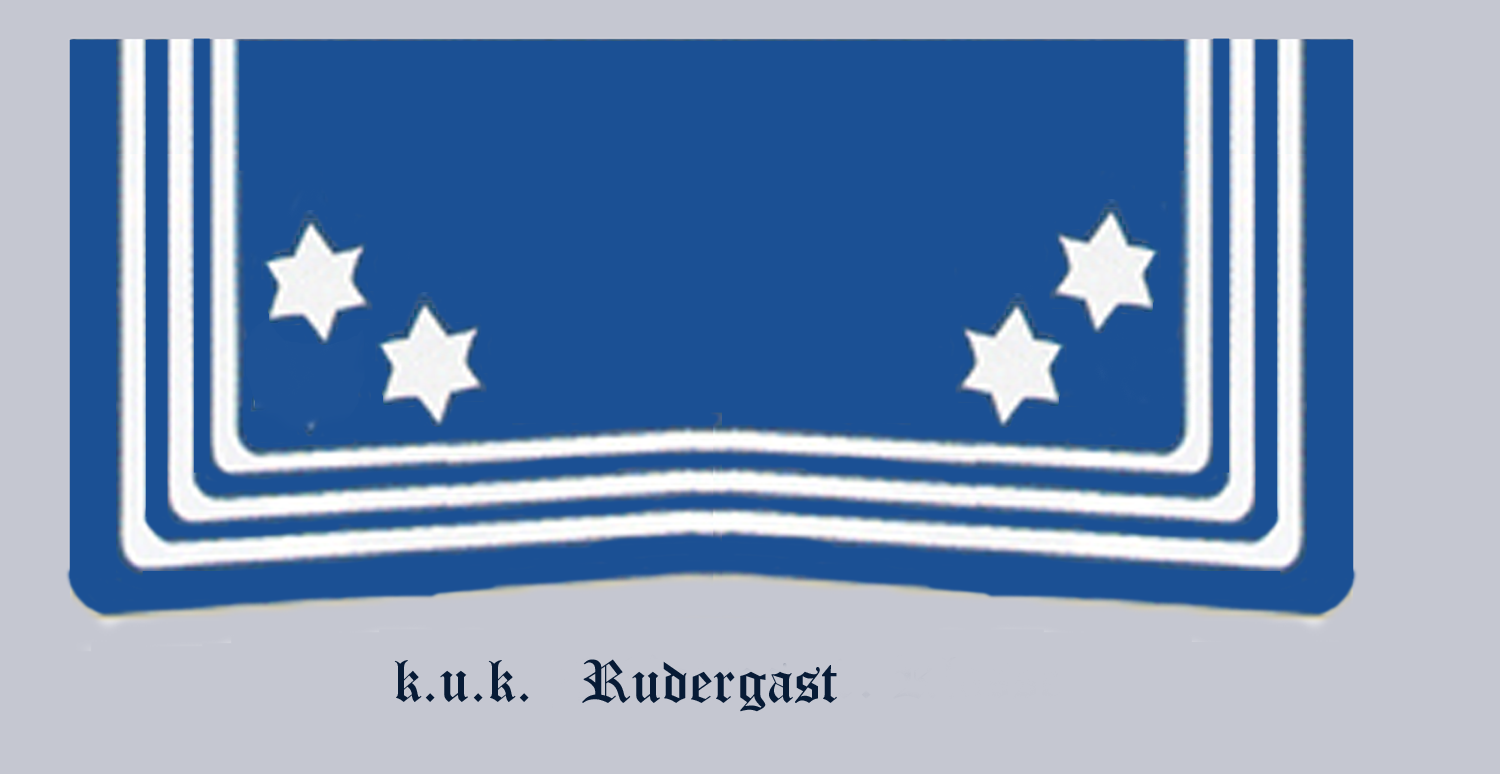
Quartiermeister (Negyedmester) Högbåtsman Marsgast (Árbocos) Korpral Bägge graderna betecknades med två stjärnor
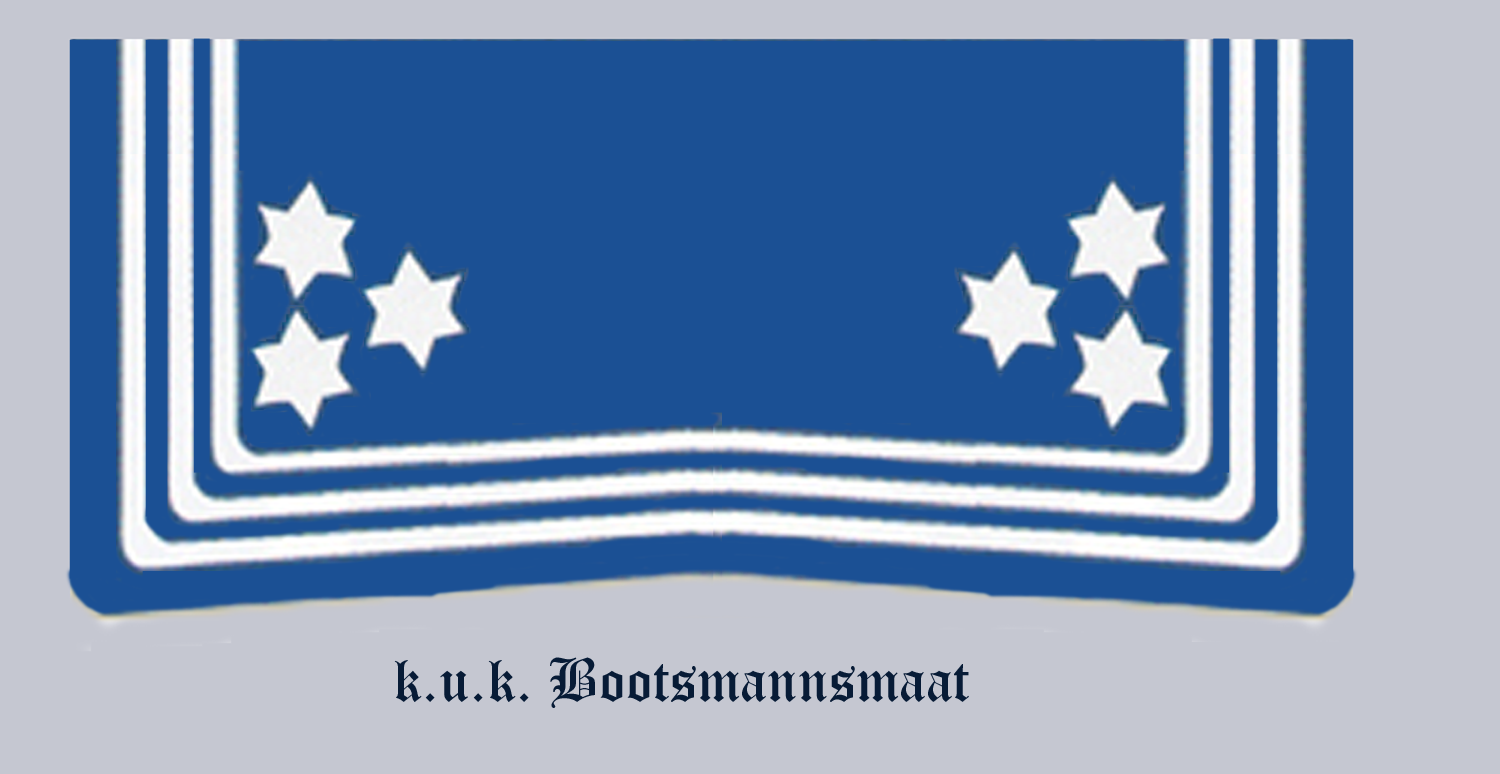
Bootsmannsmaat (Mestersegéd) Underofficers- korpral

- Quartiermeister 
 (Negyedmester) 
 Högbåtsman 
 Marsgast 
 (Árbocos ) 
 Korpral 
 Bägge graderna betecknades med två stjärnor
- Bootsmannsmaat 
 (Mestersegéd) 
 Underofficers-
korpral

### Underofficerare
Gradbeteckningarna bars på underärmarna. Samtliga gradbenämningar anges för högsta underofficersgraden. För övriga grader anges endast gradbenämningarna för däcksavdelningen.

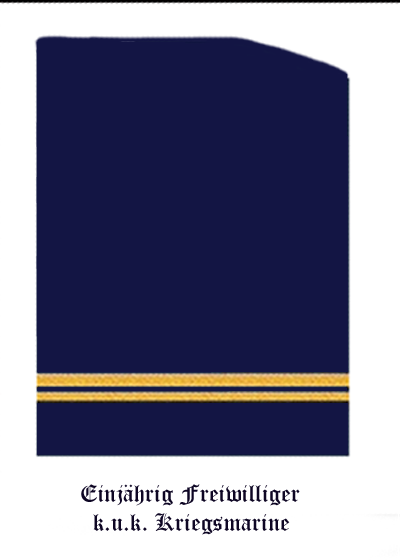
Einjährig-Freiwilliger Reservofficers- aspirant
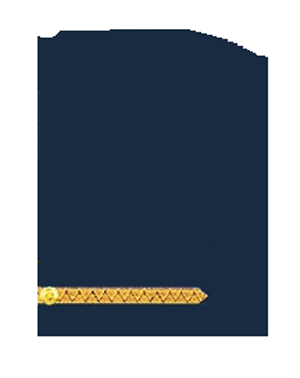
Unterbootsmann (Almester) Underofficer av 3. graden
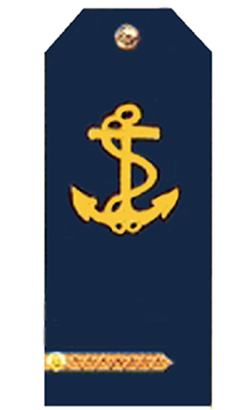
Unterbootsmann Gradbeteckning på axelklaff till vit sommaruniform
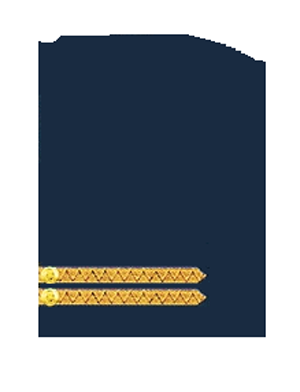
Stabsbootsmann (Törzsmester) Underofficer av 2. graden
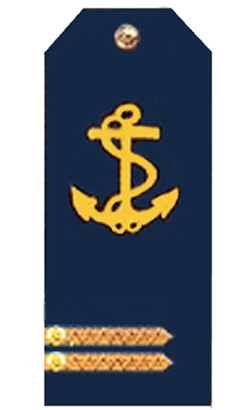
Stabsbootsmann Gradbeteckning på axelklaff till vit sommaruniform
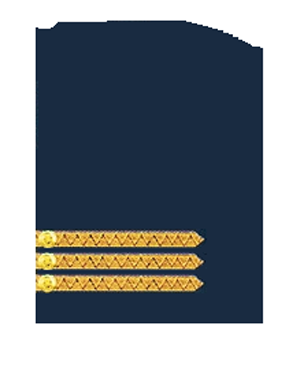
Oberstabsbootsmann (Fõtörzsmester) Oberstabs- maschinenwärter Oberstabs- steuermann Oberstabs- elektrowärter Oberstabs- telegraphen- meister Oberstabs- geschützmeister Oberstabs- waffenmeister Oberstabs- minenmeister Oberstabs- torpedomeister Obersanitäts- meister Oberküchen- meister Oberproviant meister Oberstabs- fliegermeister Obermusikmeister Oberstabs- werkmeister Flaggunderofficer
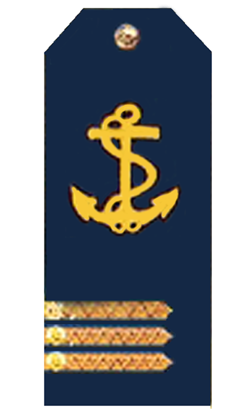
Oberstabs- bootsmann Gradbeteckning på axelklaff till vit sommaruniform
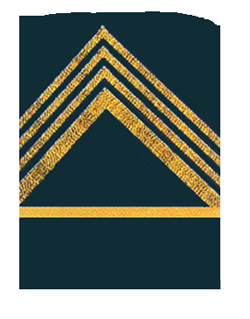
Yrkesunderofficerare utmärktes med tjänsteålders- vinklar över gradbeteckning- arna. Varje vinkel betecknade tre års anställning.

- Oberstabsbootsmann 
 (Fõtörzsmester) 
 Oberstabs-
maschinenwärter 
 Oberstabs-
steuermann 
 Oberstabs-
elektrowärter 
 Oberstabs-
telegraphen-
meister  
 Oberstabs-
geschützmeister 
 Oberstabs-
waffenmeister 
 Oberstabs-
minenmeister 
 Oberstabs-
torpedomeister 
 Obersanitäts-
meister 
 Oberküchen-
meister 
 Oberproviant
meister 
 Oberstabs-
fliegermeister 
 Obermusikmeister
 Oberstabs-
werkmeister 
 Flaggunderofficer
- Oberstabs-
bootsmann 
 Gradbeteckning på axelklaff till vit sommaruniform
- Yrkesunderofficerare utmärktes med tjänsteålders-
vinklar över gradbeteckning-
arna. Varje vinkel betecknade tre års anställning.

### Officerare
Gradbeteckningarna bars på underärmarna.
- Seekadett 
 (Tengerészhadapród) 
 Flaggkadett
- Korvettenleutnant 
 (Korvetthadnagy) 
 Underlöjtnant 
 Endast reservofficerare
- Fregattenleutnant 
 (Fregatthadnagy) 
 Löjtnant
- Linienschiffsleutnant 
 (Sorhajóhadnagy) 
 Kapten
- Korvettenkapitän 
 (Korvettkapitány) 
 Kommendörkapten av 2. graden
- Fregattenkapitän
 (Fregattkapitány) 
 Kommendörkapten av 1. graden
- Linienschiffskapitän 
 (Sorhajókapitány) 
 Kommendör
- Konteradmiral 
 (Ellentengernagy) 
 Konteramiral
- Vizeadmiral 
 (Altengernagy) 
 Viceamiral
- Admiral 
 (Tengernagy) 
 Amiral
- Großadmiral 
 (Vezértengernagy) 
 Storamiral

## Civilmilitära tjänstemän

### Musikdirektörer

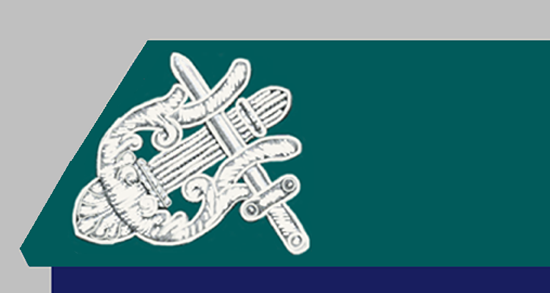
Musikdirektör vid regementen med silverknappar.
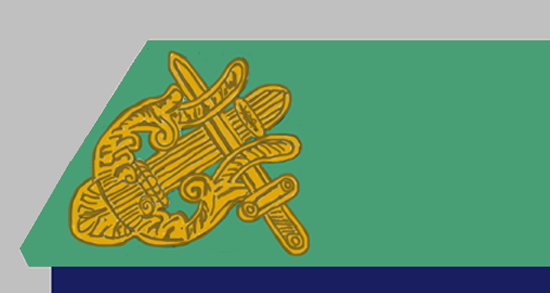
Musikdirektörer vid regementen med guldknappar.
Musikdirektörer vid bergstrupperna.

### Arméns ekonomiska förvaltning
| Militärintendenturen           | Fältproviantväsendet             | Krigskasseväsendet       | Militärrevisionen           | Vederlike med     |
| ------------------------------ | -------------------------------- | ------------------------ | --------------------------- | ----------------- |
| Sektionschef                   |                                  |                          |                             | Generallöjtnant   |
| Generalintendant               |                                  |                          | Ministerialrat              | Generalmajor      |
| Militäroberintendant 1. Klasse | Oberverpflegsverwalter 1. Klasse | Kassendirektor 1. Klasse | Oberrechnungsrat 1. Klasse  | Överste           |
| Militäroberintendant 2. Klasse | Oberverpflegsverwalter 2. Klasse | Kassendirektor 2. Klasse | Oberrechnungsrat 2. Klasse  | Överstelöjtnant   |
| Militärintendant               | Verpflegsverwalter               | Zahlmeister              | Rechnungsrat                | Major             |
| Militärunterintendant          | Verpflegsoffizial 1. Klasse      | Kassenoffizial 1. Klasse | Rechnungsoffizial 1. Klasse | Kapten 1. klassen |
|                                | Verpflegsoffizial 2. Klasse      | Kassenoffizial 2. Klasse | Rechnungsoffizial 2. Klasse | Kapten 2. klassen |
|                                | Verpflegsoffizial 3. Klasse      | Kassenoffizial 3. Klasse | Rechnungsoffizial 3. Klasse | Löjtnant          |
|                                | Verpflegsakzessist               | Kassenakzessist          | Rechnungsakzessist          | Underlöjtnant     |
|                                |                                  |                          | Rechnungspraktikant         | Kadett            |

### Militärgeografiska institutet
| Tekniska tjänstemän            | Verkmästare              | Vederlike med     |
| ------------------------------ | ------------------------ | ----------------- |
| Vorstand 1. Klasse             | -                        | Överstelöjtnant   |
| Vorstand 2. Klasse             | -                        | Major             |
| Technischer Offizial 1. Klasse | Oberwerkführer 1. klasse | Kapten 1. klassen |
| Technischer Offizial 2. Klasse | Oberwerkführer 2. klasse | Kapten 2. klassen |
| Technischer Offizial 3. Klasse | Werkführer               | Löjtnant          |
| Technischer Assistent          | Werkführerassistent      | Underlöjtnant     |

## Militär själavårdspersonal
Under första världskriget förde den österrikiska arméns och lantvärnens själavårdspersonal följande ämbetstitlar.
| Romersk-katolsk          | Grekisk-katolsk | Grekisk-orientalisk | Protestantisk | Muslimsk               | Judisk       | Likställd med   |
| ------------------------ | --------------- | ------------------- | ------------- | ---------------------- | ------------ | --------------- |
| Apostolischer Feldvikar  | -               | -                   | -             | -                      | -            | Generalmajor    |
| Feldkonsistorialdirektor | -               | -                   | -             | -                      | -            | Överste         |
| Feldsuperior             | Felderzpriester | Felderzpriester     | Feldsenior    | Militärmufti 1. Klasse | -            | Överstelöjtnant |
| Feldoberkurat            | Feldoberkurat   | Feldoberkurat       | Feldoberkurat | Militärmufti 2. Klasse | -            | Major           |
| Feldkurat                | Feldkurat       | Feldkurat           | Feldkurat     | Militärimam            | Feldrabbiner | Kapten          |

Källa:

## Ordningsmakten
I Österrike-Ungern fanns det sedan 1859 en militärt organiserad poliskår med ansvar för allmän ordning och säkerhet på landsbygden, k.k. Gendarmerie; 1879 bildades gendarmeriet för Bosnien och Hercegovina, k.u.k. Gendarmeriekorps für Bosnien und die Herzegowina; 1881 inrättades det ungerska gendarmeriet, k.u. Gendarmerie (Magyar Királyi Csendőrség).  

### Österrikiska gendarmeriet
| Grader till 1914                            | Grader 1914-1918        | Kassatjänst                   | Civilmilitära tjänstemän                 | Tjänsteställning |
| ------------------------------------------- | ----------------------- | ----------------------------- | ---------------------------------------- | ---------------- |
| Oberst                                      | Oberst                  | -                             | Gendarmerie- Oberrechnungsrat I. Klasse  | Överste          |
| Oberstleutnant                              | Oberstleutnant          | -                             | Gendarmerie- Oberrechnungsrat II. Klasse | Överstelöjtnant  |
| Major                                       | Major                   | -                             | Gendarmerie- Rechnungsrat                | Major            |
| Rittmeister                                 | Rittmeister             | Hauptmann- Rechnungsführer    | Rechnungsoberoffizial                    | Kapten           |
| -                                           | -                       | Oberleutnant- Rechnungsführer | Rechnungsoffizial                        | Löjtnant         |
| -                                           | -                       | Leutnant- Rechnungsführer     | Rechnungsakzessist                       | Underlöjtnant    |
| Wachtmeister-Bezirksgendarmerie- Kommandant | Bezirkswachtmeister     | Stabswachtmeister             | -                                        | Förvaltare       |
| Wachtmeister-Postenkommandant               | Wachtmeister I. klasse  | -                             | -                                        | Fanjunkare       |
| Titular-Wachtmeister-Postenführer           | Wachtmeister II. klasse | -                             | -                                        | Fanjunkare       |
| Titular-Wachtmeister                        | Vizewachtmeister        | -                             | -                                        | Sergeant         |
| Titular-Postenführer                        | Führer                  | -                             | -                                        | Sergeant         |
| Gendarm                                     | Gendarm                 | -                             | -                                        | Korpral          |
| Probegendarm                                | Probegendarm            | -                             | -                                        | Vicekorpral      |

### Polisvaktkårerna

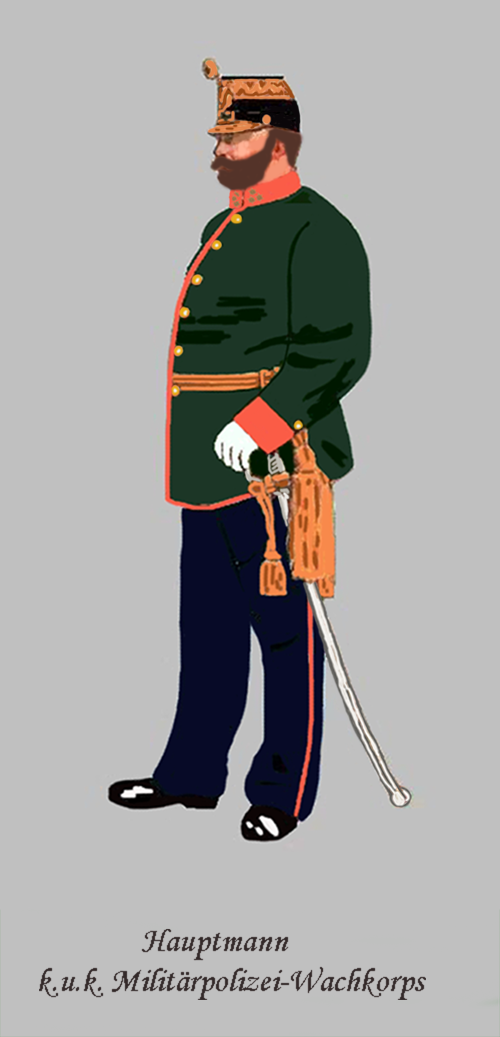
Kapten vid militärpolisvaktkårerna.

Militärt organiserade poliskårer (Militärpolizeiwachkorps) underställda armén och lantvärnet hade ursprungligen funnits i alla de större städerna. Med tiden kom de dock att ersättas av civila poliskårer. 1914 fanns de kvar bara i Lemberg (Lviv), Krakau (Kraków) och Przemyśl. Det fanns också en militärt organiserad vaktkår för civildomstolarna i Wien (Militärwachkorps für die Zivilgerichte in Wien).
| Militärpolisvaktkårerna | Militärvaktkåren | Tjänsteställning |
| ----------------------- | ---------------- | ---------------- |
| Major                   | -                | Major            |
| Hauptmann               | Hauptmann        | Kapten           |
| -                       | Oberleutnant     | Löjtnant         |
| -                       | Leutnant         | Underlöjtnant    |
| Feldwebel               | Feldwebel        | Fanjunkare       |
| Zugsführer              | Führer           | Sergeant         |
| Korporal                | Korporal         | Korpral          |
| Vizekorporal            | Gefreiter        | Vicekorpral      |
| Polizeisoldat           | Wachsoldat       | Menig            |